# Нёримтели-Чатылькы
Нёримтели-Чатылькы (устар. Норымтэли-Чатыль-Кы) — река в России, протекает по территории Ямало-Ненецкого автономного округа. Устье реки находится в 47 км по правому берегу реки Чатылькы. Длина реки составляет 68 км. В 29 км от устья по левому берегу реки впадает река Вэркыкикэ.

## Данные водного реестра
По данным государственного водного реестра России относится к Нижнеобскому бассейновому округу, водохозяйственный участок реки — Таз, речной подбассейн реки — подбассейн отсутствует. Речной бассейн реки — Таз.
Код объекта в государственном водном реестре — 15050000112115300066618.